# Gardasee
Der Gardasee (italienisch Lago di Garda oder Benaco), einer der oberitalienischen Seen, ist der größte See Italiens, benannt nach der Gemeinde Garda am Ostufer. Sein antiker Name lautete von etwa 200 v. Chr. bis 800 n. Chr. Lacus benacus. Der Name soll von einer alten Gottheit namens Benacus abstammen. Der Gardasee wurde in der vergangenen Eiszeit durch einen Seitenast des Etschgletschers geformt, dessen Spuren noch verfolgt werden können, insbesondere durch die Endmoränen um das Südufer z. B. bei Lonato del Garda, Solferino, Valeggio sul Mincio und Custoza. Erste Besiedlungen des Seeufers datieren um das Jahr 2000 v. Chr.

## Geographie

### Lage
Der Gardasee liegt zwischen den Alpen im Norden und der Po-Ebene im Süden und ist daher ein Alpenrandsee. Der Norden des Sees gehört zur Region Trentino-Südtirol, der Westen zur Lombardei und der Osten zu Venetien. Damit teilen sich die drei Provinzen Trient (Norden), Verona (Osten) und Brescia (Westen) die Verwaltung.
Das nördliche Ufer des Sees ist von Zweitausendern der Gardaseeberge wie dem Monte Baldo umsäumt; das südliche Ufer liegt bereits in der norditalienischen Tiefebene.
In der Nähe des Sees befinden sich bekannte Weinbaugebiete:
- Südlich von Desenzano del Garda liegt das Lugana-Gebiet
- Östlich vom Gardasee finden sich die Gebiete des Bardolino- und des Soave-Weins
- Ebenfalls östlich (zwischen dem Gardasee und Verona) liegt das Valpolicella-Gebiet

### Orte
| Region Trentino-Südtirol               | Region Venetien | Region Lombardei | Karte der Orte |
| Provinz Trient (von West nach Ost)     | Provinz Verona (von Nord nach Süd)                                                                                             | Provinz Brescia (von Süd nach Nord) |                |
| -------------------------------------- | --- | --- | -------------- |
| - Riva del Garda - Arco - Nago-Torbole | - Malcesine - Brenzone sul Garda - Torri del Benaco - Garda - Bardolino - Lazise - Castelnuovo del Garda - Peschiera del Garda | - Sirmione - Desenzano del Garda - Lonato del Garda - Padenghe sul Garda - Moniga del Garda - Manerba del Garda - San Felice del Benaco - Salò - Gardone Riviera - Toscolano Maderno - Gargnano - Tignale - Tremosine sul Garda (Ortsteil Campione del Garda) - Limone sul Garda |                |

In der weiteren Umgebung des Sees liegen die vier Provinzhauptstädte Brescia, Mantua, Trient und Verona.

### Zu- und Abflüsse
Der Gardasee wird hauptsächlich durch den Fluss Sarca gespeist. Dieser fließt am Nordende bei Torbole in den See. Als Mincio verlässt der Fluss bei Peschiera del Garda den Gardasee und fließt später in den Po. Neben den insgesamt 25 Zuflüssen gibt es noch einen künstlichen Zufluss in Form des 1959 fertiggestellten Etsch-Gardasee-Tunnels, dessen Tunnelausgang am südlichen Ortsausgang von Torbole liegt und der im Falle einer stark Hochwasser führenden Etsch geöffnet wird.

### Pegel

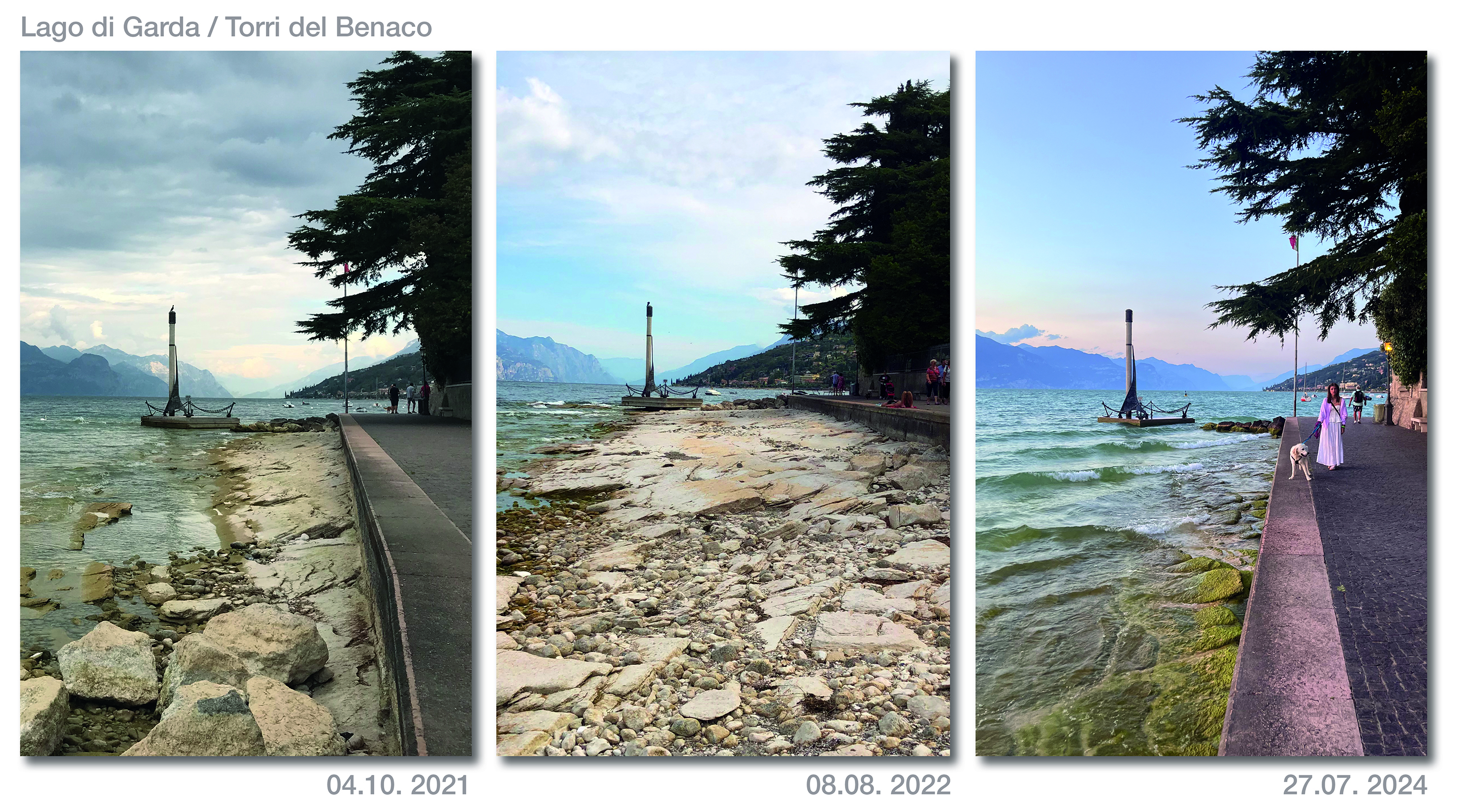
Wasserstände am 4. Oktober 2021 (77 cm über Pegelnull), am 8. August 2022 (34 cm über Pegelnull) und am 27. Juli 2024 (118,5 cm über Pegel Null) in Torri del Benaco. Zwischen 1950 und 2015 ermittelter Mittelwert bei 66,4 cm (4. Oktober) und 85,8 cm (8. August).

Der Pegelnullpunkt liegt bei Peschiera del Garda bei 64,027 m s.l.m. Er unterliegt zum Teil starken saisonalen Schwankungen, da das Wasser des Gardasees über seinen Abfluss Mincio zur Bewässerung der intensiv landwirtschaftlich genutzten Flächen zwischen Verona und Mantua genutzt wird. Zum anderen sind die Schwankungen durch die Wasserentnahme für die Stromerzeugung im Oberlauf der Sarca bedingt.
Der Pegeltiefstand wurde in den Jahren 2003 und 2007 mit jeweils 8 cm unter Pegelnull erreicht, der Höchststand lag am 2. Juli 1879 bei 216 cm über Pegelnull. 1960 stand der Pegel bei 212 cm aufgrund der Öffnung des Etsch-Gardasee-Tunnels. Nicht festlegen lässt sich der Pegel von 1673 und 1746, als der Ort Desenzano del Garda überschwemmt wurde. Außer in Peschiera wird der Pegelstand in Riva del Garda und Torri del Benaco gemessen.

### Inseln
Im See befinden sich fünf Inseln, die größte, Isola del Garda mit der Villa Borghese, liegt in der Nähe von Salò. Etwa zwei Kilometer südlich davon, ebenfalls in der Bucht von Manerba und San Felice, liegt die Isola di San Biagio auch als „i Conigli“ (deutsch: die Kaninchen) bezeichnet. San Biagio ist ein beliebtes Ausflugsziel, das mit dem Boot oder zu Fuß vom Festland (je nach Wasserstand hüfttief oder trockenen Fußes) erreicht werden kann. Vor Assenza (zwischen Porto di Brenzone sul Garda und Malcesine) liegt die Isola di Trimelone; diese ist allerdings militärisches Sperrgebiet. Etwas weiter nördlich von Trimelone liegt bei Malcesine im Val di Sogno die Isola del Sogno und nördlich davon die Isola dell’Olivo.

### Klima

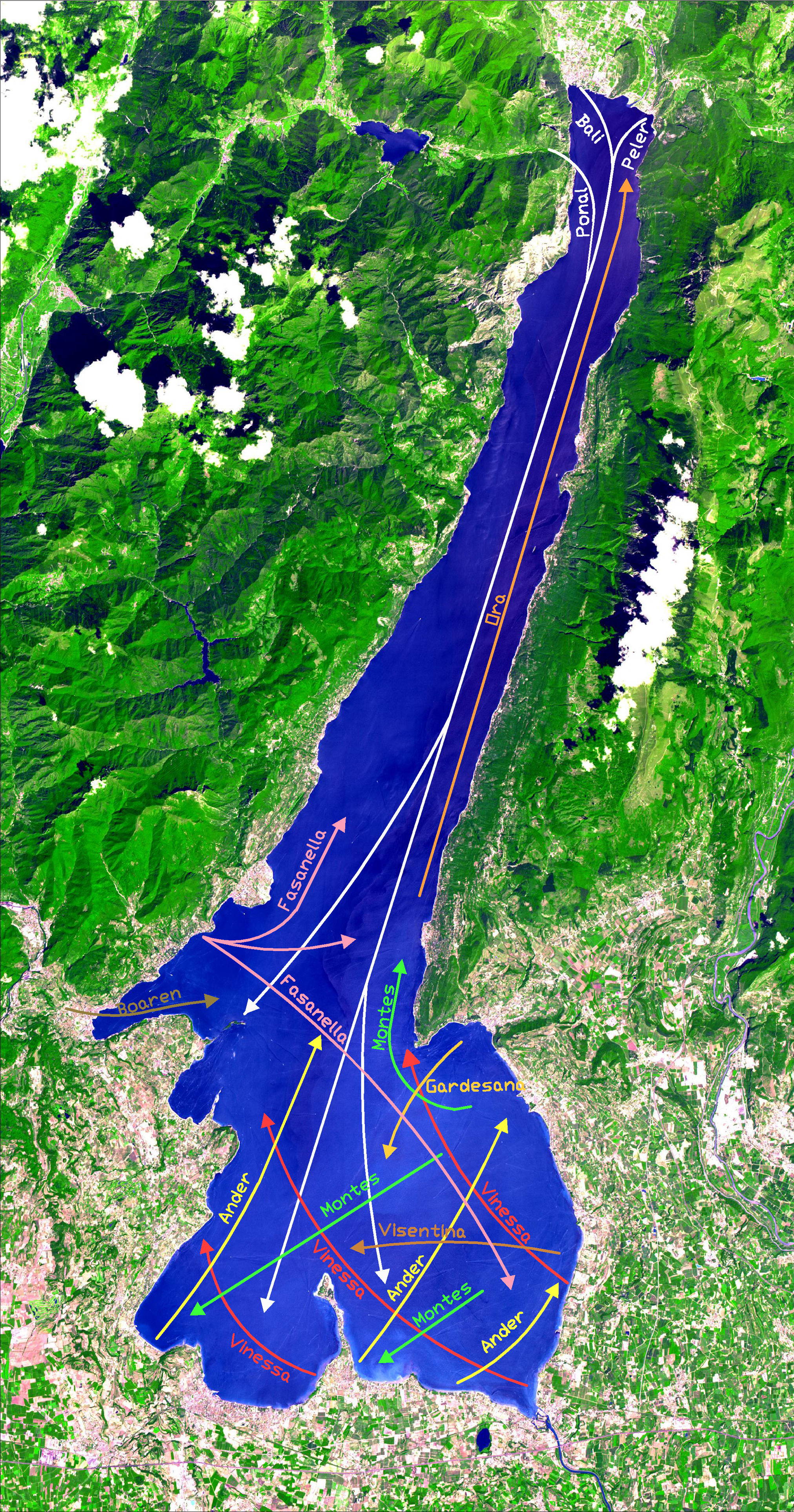
Die Winde am Gardasee

Das Klima ist aufgrund der Lage sub-mediterran mit heißen Sommern und niederschlagsarmen milden Wintern. Die Jahresdurchschnittstemperatur liegt zwischen 13 und 15 °C. In Gardone Riviera, am Südwestufer des Sees, herrscht das mildeste Klima nördlich des Apennins. Die Hauptwinde am nördlichen See sind der Ora und der Pelér. Der Ora ist ein Südwind, der in der Mittagszeit beginnt und bis in die frühen Abendstunden weht. Der Pelér, der auch unter dem Namen Vento (ital. für Wind) bekannt ist, ist ein Nordwind, der in der zweiten Nachthälfte beginnt und bis zum Vormittag anhält. Wegen dieser Winde ist der nördliche Gardasee zwischen Torbole und Malcesine bei Seglern und Surfern sehr beliebt.
|                       | Jan | Feb | Mär | Apr | Mai | Jun | Jul | Aug | Sep | Okt | Nov | Dez |   |      |
| Mittl. Tagesmax. (°C) | 6   | 8   | 13  | 18  | 22  | 26  | 29  | 27  | 25  | 18  | 12  | 8   | ⌀ | 17,7 |
| Mittl. Tagesmin. (°C) | 0   | 1   | 5   | 8   | 12  | 15  | 17  | 17  | 14  | 10  | 6   | 2   | ⌀ | 9    |
|                       |     |     |     |     |     |     |     |     |     |     |     |     |   |      |
| Sonnenstunden (h/d)   | 3   | 4   | 5   | 6   | 6   | 9   | 10  | 8   | 7   | 4   | 2   | 3   | ⌀ | 5,6  |
|                       |     |     |     |     |     |     |     |     |     |     |     |     |   |      |
| Regentage (d)         | 5   | 6   | 6   | 9   | 10  | 10  | 7   | 6   | 5   | 6   | 8   | 7   | Σ | 85   |
|                       |     |     |     |     |     |     |     |     |     |     |     |     |   |      |
| Wassertemperatur (°C) | 8   | 8   | 9   | 10  | 12  | 18  | 19  | 20  | 19  | 16  | 12  | 10  | ⌀ | 13,4 |
|                       |     |     |     |     |     |     |     |     |     |     |     |     |   |      |
| Luftfeuchtigkeit (%)  | 86  | 77  | 77  | 77  | 74  | 74  | 75  | 75  | 79  | 86  | 87  | 87  | ⌀ | 79,5 |

| 0 |

| 1 |

| 5 |

| 8 |

| 12 |

| 15 |

| 17 |

| 17 |

| 14 |

| 10 |

| 6 |

| 2 |

| 0 |

| 1 |

| 5 |

| 8 |

| 12 |

| 15 |

| 17 |

| 17 |

| 14 |

| 10 |

| 6 |

| 2 |

### Wassertemperaturen
Das sub-mediterrane Klima wirkt sich auf die Wassertemperaturen aus. In den Sommermonaten wird an der Wasseroberfläche eine Temperatur von um die 25° Celsius erreicht, in 50 m Tiefe beträgt sie 13° und in 100 m Tiefe 8° Celsius. Bis zu einer Tiefe von 20 m nimmt die Temperatur nur langsam ab, zwischen 20 und 30 m Tiefe dann stärker, um danach bis 150 m Tiefe wieder langsamer abzunehmen. Unter 200 m Tiefe liegt die Wassertemperatur einheitlich bei 7 bis 8° Celsius. Damit weist der Gardasee die höchsten Tiefentemperaturen aller oberitalienischen Seen auf.

## Geschichte
Aus der Bronzezeit stammen zahlreiche Pfahlbautensiedlungen, die direkt am Seeufer oder im unmittelbaren Hinterland des Gardasees errichtet wurden und seit 2011 zum UNESCO-Weltkulturerbe zählen.
Die Schlacht am Lacus Benacus (lateinisch für Gardasee) wurde im November des Jahres 268 an den Ufern des Gardasees in Norditalien zwischen Alamannen und Römern unter Kaiser Claudius Gothicus ausgetragen.
Unter den Signorie fiel der Gardasee zwischen dem 13. und 14. Jahrhundert unter den Einflussbereich der Scaliger, die zahlreiche Burgen insbesondere an den östlichen und südlichen Uferorten (Malcesine, Torri del Benaco, Lazise und Sirmione) errichteten. Im 15. Jahrhundert wurden der See und seine Uferorte zum Schauplatz im Kampf um die Vorherrschaft in Oberitalien zwischen dem Herzogtum Mailand unter den Viscontis und der Republik Venedig. Als militärische Glanzleistung zählte hierbei der Transport einer venezianischen Flotte vom Etschtal über die Berge nach Torbole im Jahr 1439, ein von der Republik Venedig als Galeas per montes bezeichnetes Unternehmen. Mit der im Frieden von Lodi 1454 festgelegten Grenze am Fluss Adda fiel der Gardasee endgültig unter den Einflussbereich der Dogenrepublik. Letztere baute insbesondere Peschiera am strategisch wichtigen Abfluss des Mincio zur Festung aus, die 2017 von der UNESCO zum Weltkulturerbe erklärt wurde.
Während des Spanischen Erbfolgekrieges zu Beginn des 18. Jahrhunderts versuchte General Vendôme, mit seinen Truppen über das Nordufer in Richtung Norden vorzustoßen, und hinterließ eine Spur der Verwüstung. Dabei wurden zahlreiche Burgen von den Franzosen zerstört wie Castel Penede in Nago, die Burg von Arco oder Castel Drena. Am 19. April 1706 schlug Vendôme in der Schlacht bei Calcinato am Südufer des Sees die kaiserlichen Truppen unter dem Oberbefehl von Christian Detlev von Reventlow.
Die Schlacht bei Rivoli, die im Ersten Koalitionskrieg im Januar 1797 in der Nähe des Ortes Rivoli (südöstlich von Garda) stattfand, war ein Schlüsselerfolg der französischen Armee unter Napoleon Bonaparte im Italienfeldzug über ein zahlenmäßig überlegenes habsburgisches Heer unter Feldmarschall Alvinczy. Aufgrund des Vertrages von Pressburg vom 26. Dezember 1805, mit dem die Grafschaft Tirol an Bayern fiel, gehörte die Nordspitze des Gardasees von Anfang 1806 bis Anfang 1810 als Etschkreis zum Königreich Bayern und anschließend, wie der übrige See auch, zum Königreich Italien. Nach dem Wiener Kongress 1815 fiel der gesamte See dem Kaisertum Österreich zu und war Bestandteil des Königreichs Lombardo-Venetien.
Die Schlacht von Solferino am Südufer war die Entscheidungsschlacht im Zweiten Italienischen Unabhängigkeitskrieg zwischen dem Kaisertum Österreich und dem Königreich Sardinien und dessen Verbündetem Frankreich unter Napoléon III. Durch die Niederlage der Österreicher bei Solferino am 24. Juni 1859 wurde der Weg zur Einigung Italiens frei gemacht. Die Grausamkeit der Schlacht und die Hilflosigkeit der verwundeten Soldaten veranlassten Henry Dunant (1828–1910) zur Gründung des Roten Kreuzes und führten zur Vereinbarung der Genfer Konvention von 1864.
Am 8. Oktober 1860 ging das für den Personentransport umfunktionierte Kanonenboot der sardischen Marine Sesia nach einer Kesselexplosion vor Limone verloren. Bei dem Unglück kamen 42 Menschen ums Leben, 18 überlebten den Unfall. Der Untergang der Sesia ist der bislang größte Schiffsunfall auf einem italienischen Binnengewässer. Die Dampfschifffahrt auf dem Gardasee war erst 1827 mit dem Raddampfer Arciduca Ranieri (italienisch für Erzherzog Rainer) aufgenommen worden. Versuchte man, dem neuen Verkehrsmittel zunächst noch mit dem von Pferden angetriebenen Passagierschiff Amico a Prova Konkurrenz zu machen, konnte sich die Dampfschifffahrt bald mit leistungsstärkeren Schiffen trotz Unfällen auf dem See durchsetzen.
Nach dem Verlust der Lombardei und des dazugehörigen Westufers des Gardasees 1859 verlor Österreich 1866 nach dem Dritten Italienischen Unabhängigkeitskrieg mit Venetien auch das Ostufer; nur die Nordspitze, mit Riva, verblieb bis 1918 in der Habsburgermonarchie. Der See wurde in dieser Zeit auch „Gartsee“ genannt. Während des Ersten Weltkrieges verlief die Front direkt am Nordufer des Sees entlang, an dem zahlreiche Festungsanlagen errichtet worden waren.
Mit dem Wegfall der Staatsgrenze nach dem Ende des Weltkrieges wurde der Bau der beiden Uferstraßen in Angriff genommen. Die an der flacheren Ostküste entlangführende Gardesana Orientale war bereits 1929 durchgehend bis zum Nordufer befahrbar. Zwei Jahre später wurde die von Riccardo Cozzaglio geplante Gardesana Occidentale an der Westküste am 18. Oktober 1931 von Gabriele D’Annunzio für den Verkehr freigegeben. Letzterer lebte seit Anfang der 1920er Jahre in Gardone Riviera im Vittoriale degli italiani und hatte den Bau der Straße wesentlich gefördert. Die Gardesana Occidentale war eine Meisterleistung der Straßenbaukunst und überwand mit Hilfe von 70 Tunneln und zahlreichen Brücken die zum Teil steil abfallende Westküste zwischen Gargnano und Riva. Elf Arbeiter verloren in der dreijährigen Bauzeit ihr Leben.
Nach dem Sturz Mussolinis und dem italienischen Waffenstillstand mit den Alliierten 1943 wurde auf Forderung der deutschen, nationalsozialistischen Regierung in Nord- und Mittelitalien die Marionettenregierung der faschistischen Italienischen Sozialrepublik (Repubblica Sociale Italiana, auch: Republik von Salò) unter Mussolinis Führung als Gegenregierung installiert, die im gleichnamigen Ort am Westufer des Gardasees ihren Regierungssitz hatte. Der Staat bestand zwischen dem 23. September 1943 und dem 25. April 1945. Das Nordufer unterstand zu diesem Zeitpunkt der Operationszone Alpenvorland unter Reichsverteidigungskommissar Franz Hofer. Am 30. April 1945 endete mit der Befreiung von Torbole und Riva durch die 10. US-Gebirgsdivision im Zuge der alliierten Frühjahrsoffensive der Zweite Weltkrieg am Gardasee.

## Ökologie

### Vegetation

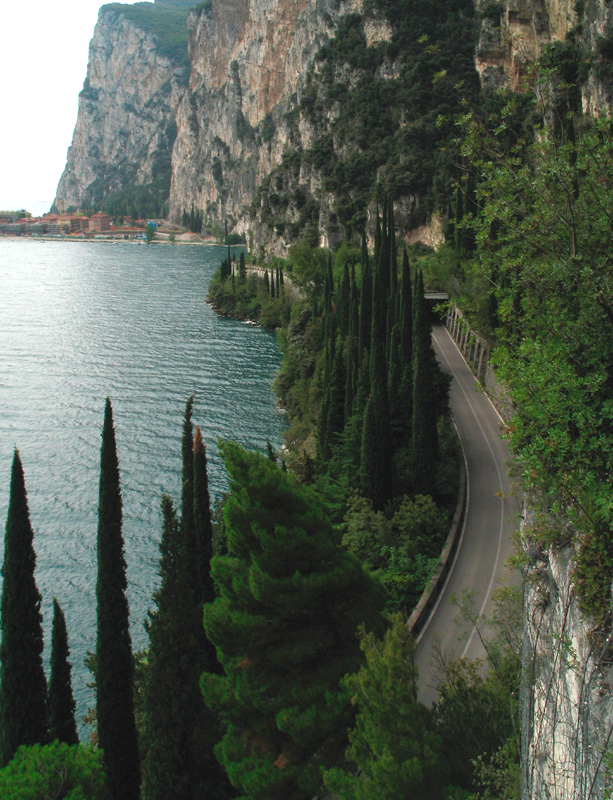
Mittelmeer-Zypressen an der Gardesana Occidentale bei Campione del Garda

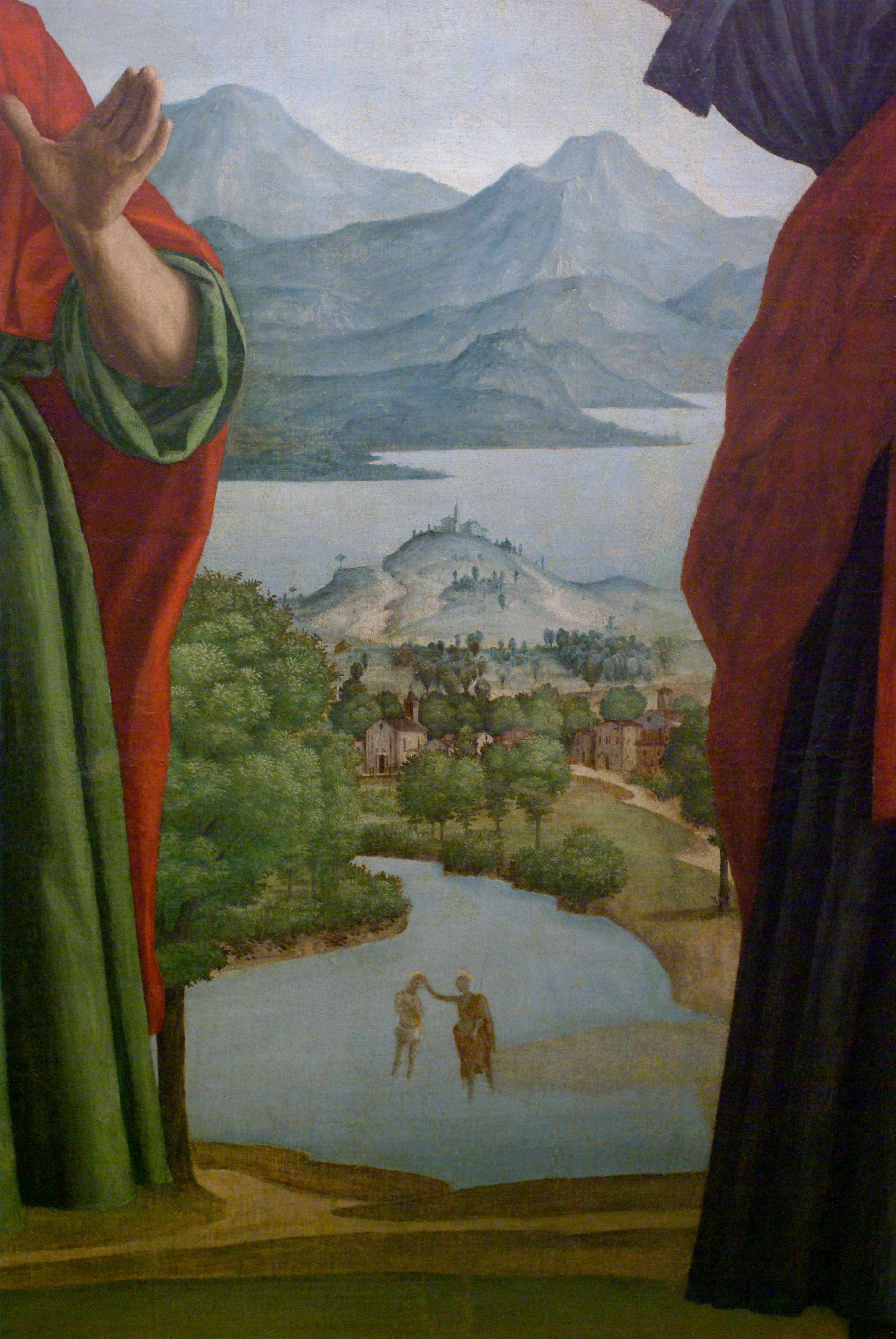
Ausschnitt des Gemäldes Madonna della quercia (Eichenmadonna) von Girolamo dai Libri (nach 1533). Das Bild zeigt den Gardasee von Süden her gesehen. Im Vordergrund der Fluss Mincio, in dem vermutlich Johannes der Täufer Jesus tauft.

Rund um den Gardasee prägen angepflanzte mediterrane Gehölze wie Mittelmeer-Zypressen, Oleander, Zedern, Olivenbäume und Palmen das Erscheinungsbild. An den sonnenüberfluteten Hängen gedeihen Agaven, Opuntien und Kapersträucher. Berühmt ist der Gardasee für seine Orangerien (Limonaia), in denen früher Zitronen und Orangen angebaut wurden. Es werden nur noch wenige Limonaien bewirtschaftet, insbesondere als Touristenattraktion. Die meisten finden sich am Westufer an der Riviera dei Limoni zwischen Salò und Limone. Am Ostufer liegt eine weitere in Torri del Benaco. Das Ostufer heißt Riviera degli Olivi, da sich an den Hängen des Monte Baldo große Olivenhaine erstrecken.

### Fischfauna
Im Nordteil des Sees finden sich vorwiegend kiesiger Grund und in Ufernähe auf hunderte Meter steil abfallende Unterwasserhänge, an welchen die endemische Gardaseeforelle (italienisch carpione) lebt. Während Bachforellen meist nur im Einmündungsbereich von Bächen vorkommen, finden sich Regenbogenforellen im gesamten See. Typisch für den Gardasee sind die in größeren Schwärmen auftretenden Döbel. Weitere Fischarten sind Aale, Hechte, Flussbarsche, Zander sowie eingeführte Forellenbarsche.
Weitere häufige Fischarten sind Rotaugen, Ukelein, Finten und Renken (Coregonus lavaretus). Im flacheren Südbereich leben wärmeliebende Fischarten wie Karpfen und Schleien.

### Aquatische Neobiota
Im Gardasee sind seit Jahrhunderten allochthone Arten vertreten. Das erste vom Menschen eingeführte und dort heimisch gewordene Neozoon ist der als Speisefisch 1725 eingesetzte Karpfen. Der Gardasee gehört zu den italienischen Seen, für die Langzeitstudien über aquatische Neobiota vorliegen. Anhand bibliographischer Studien und Felduntersuchungen konnten fast 40 Neobiota nachgewiesen werden. Es handelt sich dabei zum überwiegenden Teil um Neozoen, während bei den Wasserpflanzen nur drei Neophyten bekannt sind. Die Neozoen teilen sich fast gleichmäßig auf Fische und Wirbellose auf. Während Erstere absichtlich als Fischbesatz ausgesetzt wurden, gelangten die Wirbellosen unabsichtlich über den Boots- und Schiffsverkehr in den See. Bei der Verbreitung dieser Arten spielte der Wassertourismus durch Sportboote eine wesentliche Rolle. Die Neophyten dagegen gelangten über Aquarien und Teiche in den Gardasee.
Von den 34 im See anzutreffenden Fischarten zählen 16 und damit 47 % der im See heimischen Arten zu den Neozoen. Als Fischbesatz gelangte 1918 der Bodenseefelchen in den Gardasee. Diese am See auch als Lavaret bezeichnete Art gilt als invasiv und wird für den Rückgang der endemischen Gardaseeforelle mitverantwortlich gemacht.
Als besonders invasiv gelten einige wirbellose Neozoen, von denen 15 Spezies im See nachgewiesen sind, darunter Arten, die erstmals in Italien beobachtet wurden, wie die 1970 nachgewiesene Wandermuschel, die sich rasant im See verbreitet hat, sowie der seit 2003 nachgewiesene Große Höckerflohkrebs, der die heimische Flohkrebsart Echinogammarus stammeri im südlichen Bereich des Sees vollkommen verdrängt hat, sodass diese nur noch am Nordufer vorkommt. Zu den besonders invasiven Arten gehört die Chinesische Teichmuschel, die 2009 am Südwestufer beobachtet wurde. Als invasive Flusskrebsarten sind seit 1998 der Kamberkrebs und seit 2003 der Rote Amerikanische Sumpfkrebs nachgewiesen.
Unter den allochthonen Wasserpflanzen treten als Neophyten die Große Wassergirlande (Lagarosiphon major) aus der Familie der Froschbissgewächse sowie die Schmalblättrige Wasserpest (Elodea nuttallii) auf. Die invasive Verbreitung der seit Anfang der 1970er Jahre nachgewiesene Großen Wassergirlande ist vermutlich verantwortlich für das Verschwinden des Spreizenden Wasserhahnenfußes (Ranunculus circinatus), der nur in dem zum Trentino gehörenden Seeabschnitt vorkam und letztmals 1992 nachgewiesen werden konnte. Die Schmalblättrige Wasserpest wurde erstmals 2009 bei Brenzone festgestellt und hat sich mittlerweile in den Häfen am Nordufer verbreitet. Die seit 1974 nachgewiesene Kanadische Wasserpest (Elodea canadensis) konnte dagegen seit Beginn der 2010er Jahre nicht mehr beobachtet werden.
Ein zunehmendes Problem für das Ökosystem des Gardasees stellt der Europäische Wels dar. Ein erstes Exemplar wurde 1988 am Südufer bei Peschiera del Garda gefangen. Am Nordufer wurde ein erster Fang 1995 an der Mündung der Sarca bestätigt. Zu Beginn der 2020er Jahre hatte die Art den See bereits soweit kolonisiert, dass er fast die am häufigsten gefangene Fischart war. Fischer befürchten, dass es nur eine Frage der Zeit sei, bis der Raubfisch die anderen Fischarten im Gardasee verdrängt habe, wie dies bereits am Iseosee der Fall sei.

## Wirtschaft

### Tourismus

Signet des Tourismusmarketings

Der Gardasee ist ein beliebtes Reiseziel und der Tourismus stellt die wichtigste Einkommensquelle dar. Rund um den See gibt es Hotels, Pensionen, Ferienwohnungen und Campingplätze. Ein Großteil der Ferienunterkünfte ist von Ende März bis Anfang Oktober geöffnet. Die Hauptsaison ist Juli und speziell der August. In den Wintermonaten sind die meisten Hotels, Cafés und Restaurants geschlossen. Am Südufer des Sees befinden sich zahlreiche Freizeitparks wie Gardaland oder Canevaworld. Das Nordufer ist vor allem bei Kletterern, Mountainbikern und Surfern beliebt.
Die Orte am See nehmen seit Jahren Spitzenplätze in den Nächtigungen der italienischen Destinationen ein. 2018 gab es am Ufer 24 Millionen Übernachtungen. Im vom CNR mit herausgegebenen Bericht über den Tourismus in Italien befanden sich im Jahresbericht 2020–2022 gleich elf am Gardasee liegende Gemeinden unter den ersten 30 touristischen Destinationen in Italien. Die Spitzenreiter in den Nächtigungen im Jahr 2019 in den jeweiligen Anreinerregionen waren Lazise mit über 3,6 Millionen in Venetien, Riva del Garda mit über 1,5 Millionen in Trentino-Südtirol und Sirmione mit über 1,2 Millionen in der Lombardei. In Italien übertrafen 2019 lediglich die Badehochburgen an der Adriaküste der Emilia-Romagna mit Rimini und Riccione an der Spitze das Reiseziel Gardasee. Anfang der 2020er Jahre gab es am Gardasee über 241.000 Gästebetten, etwa 800 Hotels und 1000 Restaurants mit etwa 30.000 Beschäftigten im Tourismussektor. Die Touristen am See gaben 2018 um die 4 Milliarden Euro aus.
Der Gardasee ist dabei immer weniger dem Ansturm der Touristen gewachsen und der Begriff Overtourism wird immer häufiger im In- und Ausland in Verbindung mit der Destination Gardasee gebracht. Verstopfte Straßen und zunehmende Verbauung sind nicht die einzigen negativen Auswirkungen. Unter dem Massenansturm leiden zunehmend auch die Anwohner, die sich über überteuerte Geschäfte, Restaurants und Bars, fehlende Parkplätze für Anlieger und dergleichen beschweren. Wildes Campen und fehlende Rücksichtnahme auf bestehende Zutrittsverbote auf ausgewiesene Naturschutzgebiete wie durch Mountainbiker oder Kletterer stellen aber auch für Flora und Fauna ein zunehmendes Problem dar.

### Landwirtschaft
Rund um den See werden unterschiedliche Anbaukulturen gepflegt: im Norden vor allem Obst und Zitrusfrüchte, im Osten und Süden Olivenbäume sowie Wein (z. B. Garda, Bardolino).
Garda ist eine Denominazione di origine controllata (kurz: DOC) Region für Weiß-, Rosé und Rotweine. Die Zone umfasst 25 Gemeinden in der Provinz Brescia, sechs Gemeinden in der Provinz Mantua sowie 40 Gemeinden in der Provinz Verona. Zugelassene Rebsorten sind Groppello Gentile, Barbera, Cabernet Franc, Cabernet Sauvignon, Chardonnay, Cortese, Merlot, Pinot Blanc, Pinot Noir, Pinot Gris und Riesling. Die einzelnen Zonen der DOC sind Riviera del Garda Bresciano, Lugana, San Martino della Battaglia und Bardolino.

### Energiespeicherung
Am Nordwestufer nahe dem Hafen von Riva del Garda befindet sich das Ponale-Wasserkraftwerk. Das als Pumpspeicherkraftwerk ausgeführte Wasserkraftwerk nutzt die natürlichen Seen Gardasee (65 m s.l.m.) und Ledrosee (655 m s.l.m.) als Unter- beziehungsweise Oberbecken. Die Fallhöhe zwischen den beiden Seen beträgt somit 590 Meter. Die installierte Leistung des Kraftwerkes liegt bei 76 Megawatt.

### Verkehr

#### Straße
Der Gardasee ist von einem gut ausgebauten Straßennetz umgeben. Die beiden längsten Abschnitte sind die Uferstraßen der Gardesana.
- SS 11 (Padana Superiore): von Desenzano del Garda bis Peschiera del Garda
- Am Westufer führt die Gardesana Occidentale (SS 45 bis) von Salò bis nach Riva del Garda
- Am Ostufer verläuft die Gardesana Orientale (SS 249) von Peschiera del Garda bis nach Riva del Garda
- SS 572 di Salò: von Salò bis Desenzano del Garda

Der Gardasee ist gut über zwei Autobahnen zu erreichen:
- Autostrada A4 (auch Serenissima genannt), die in ostwestlicher Richtung im Süden des Sees verläuft, mit den Ausfahrten Desenzano, Sirmione und Peschiera del Garda
- Autostrada A22 (Autostrada del Brennero), die östlich des Sees vom Brenner bis nach Modena verläuft, mit den Ausfahrten Verona Nord, Rovereto Süd und Affi

#### Eisenbahn
Am Südufer des Gardasees verläuft die Eisenbahnstrecke Verona−Mailand mit Bahnhöfen in Peschiera und Desenzano. In der Vergangenheit gab es noch vier Nebenstrecken, an die zum Nordufer (Lokalbahn Mori–Arco–Riva), Westufer (Straßenbahnstrecke Brescia–Salò–Gargnano), Südufer (Bahnstrecke Desenzano–Desenzona Hafen)) und Ostufer (Bahnstrecke Verona–Caprino/Garda) führten. Der Personenverkehr wurde als letztes auf diesen Nebenstrecken 1956 von Verona nach Garda  eingestellt. Auf den Strecken Mori–Riva und Brescia–Gargnano endete der Betrieb bereits in den 1930er Jahren. Die Hafenbahn Desenzano war bis 1969 in Betrieb.

#### Schifffahrt
- Viele Orte am Gardasee werden durch den Fährverkehr des italienischen Staatsbetriebes Gestione Governativa Navigazione Laghi[29] miteinander verbunden. Zurzeit (Stand: 2019) werden 23 Schiffe eingesetzt, darunter Tragflügelboote, Raddampfer und Katamarane.[30]

- Für private Motorboote freigegeben ist nur der südliche Teil des Gardasees. Der nördliche Teil ist für Motorboote gesperrt. Die Grenze verläuft zwischen Corno di Reamol (Westufer nördlich von Limone) und Galleria del Confine (Ostufer nördlich von Malcesine).[31]

#### Aufstiegshilfen
- Seilbahnen
  - Funivia Malcesine-Monte Baldo
- Von Prada-Costabella (Brenzone) führen ein Stehgondel- und ein Sessellift auf den südlichen Monte Baldo.[32]

#### Flughäfen
Der Gardasee ist über mehrere Flughäfen erreichbar: per Flughafen Verona (22 km) oder via Flughafen Bergamo (80 km). Vom Flughafen Venedig Marco Polo sind es etwa 140 km. Vom Flughafen Mailand-Malpensa (etwa 150 km vom Südufer des Gardasees entfernt) gibt es keine direkte Zugverbindung nach Verona oder zum Gardasee.

## Bildergalerie

### Allgemein

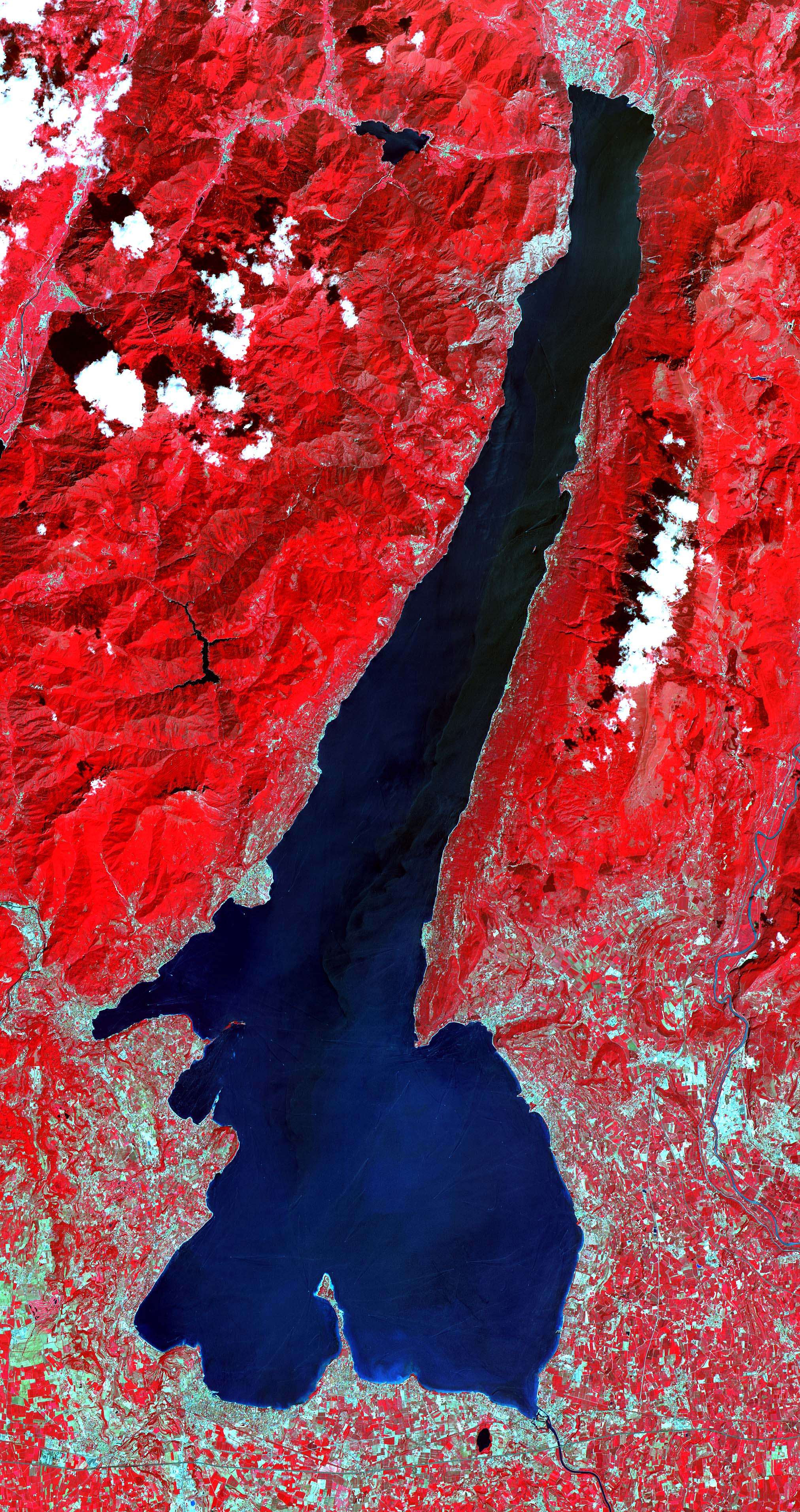
Satelliten-Infrarotaufnahme
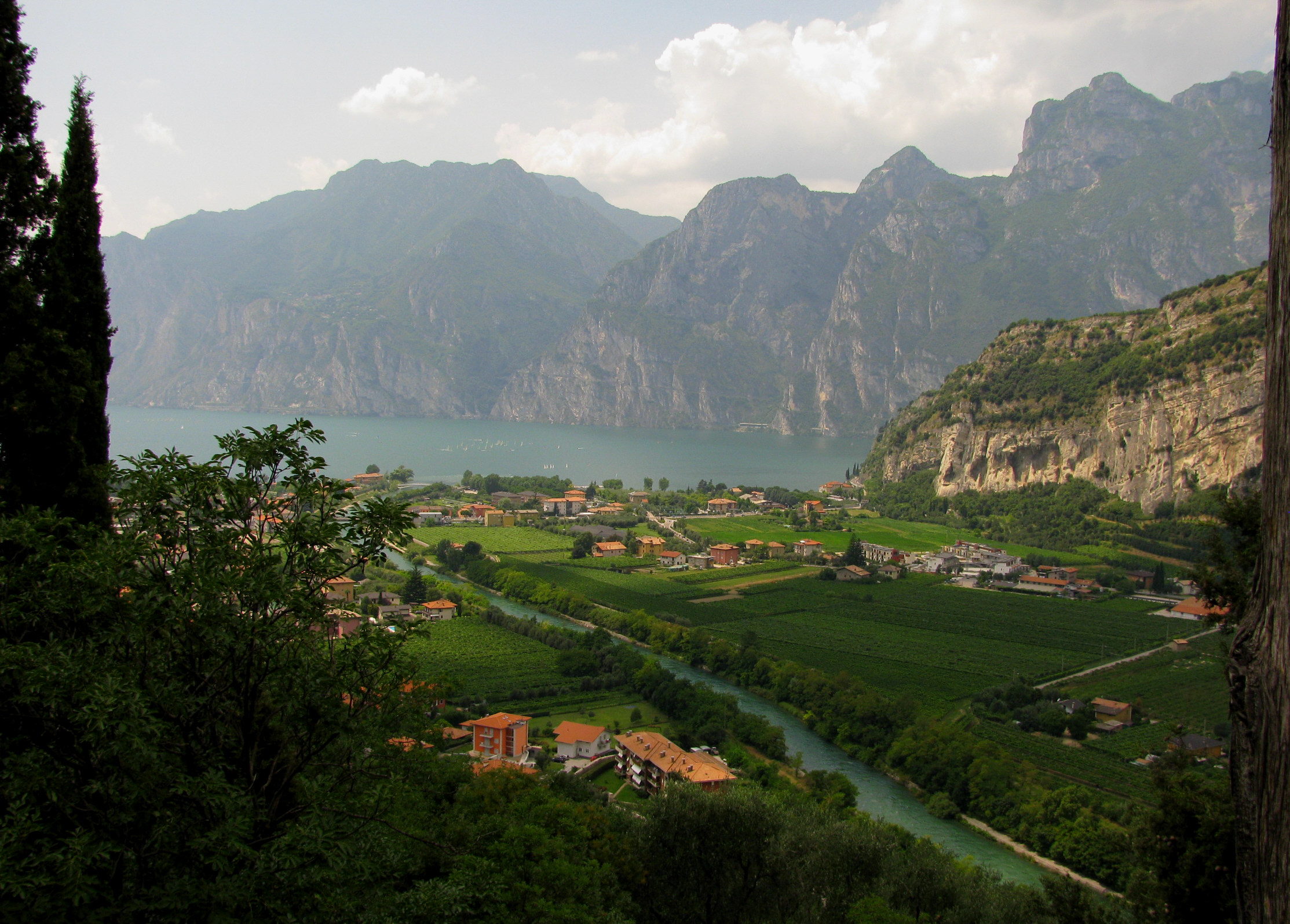
Blick von Nago nach Torbole
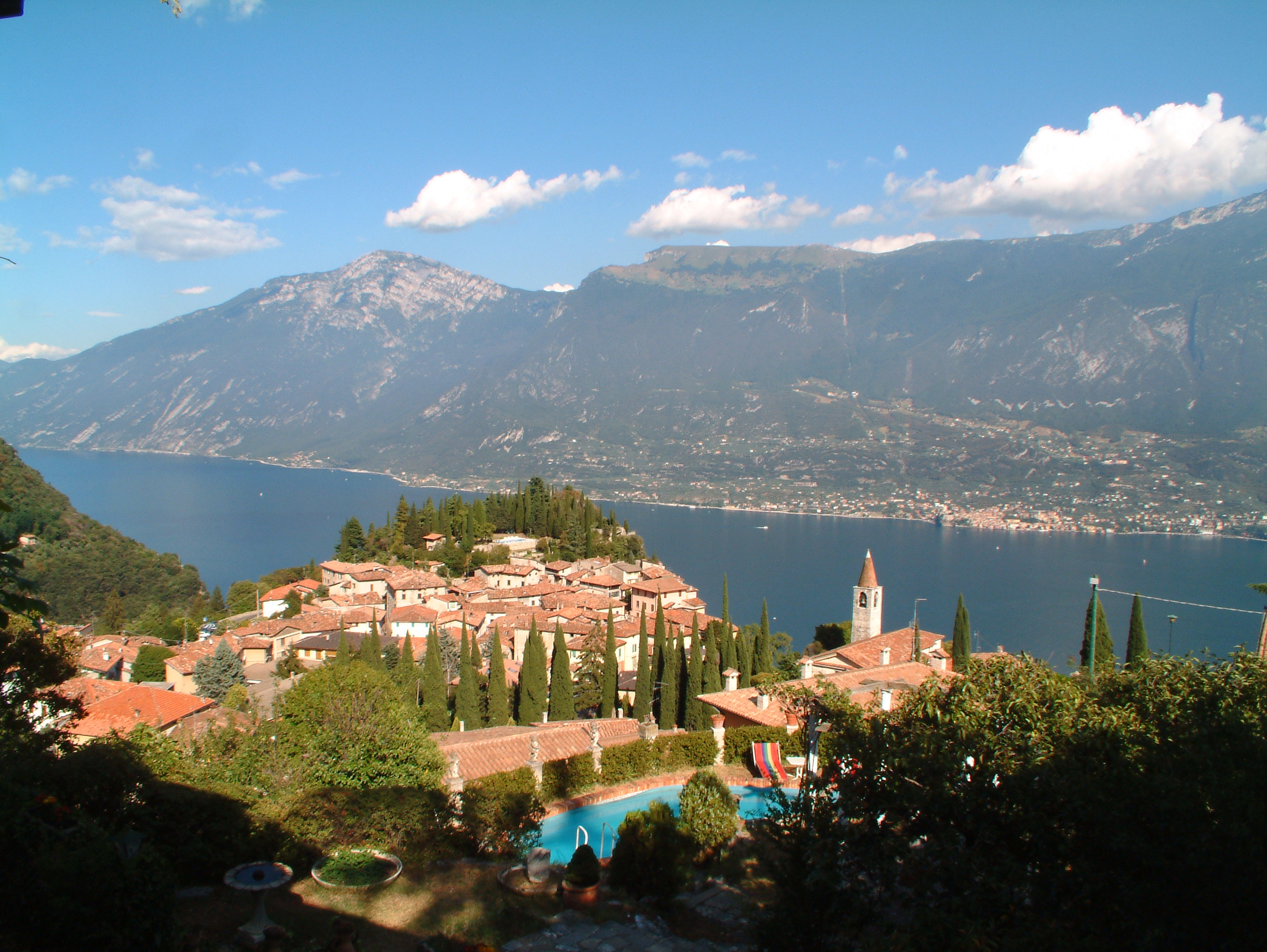
Blick von Tremosine sul Garda über den See nach Malcesine
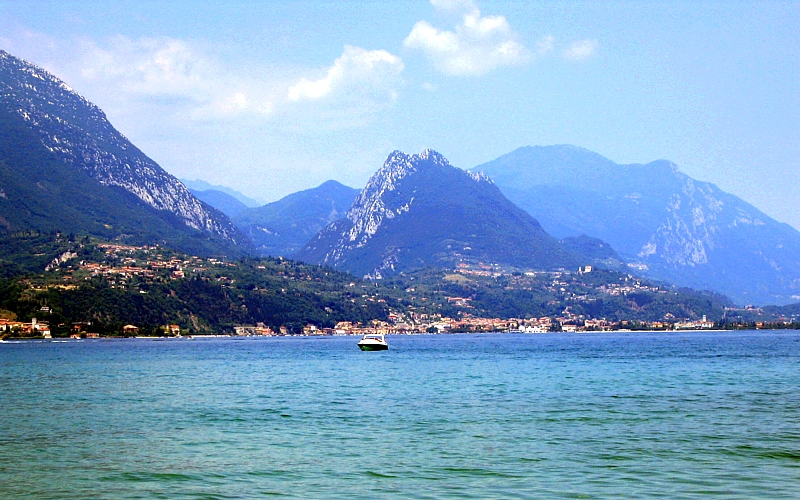
Toscolano Maderno
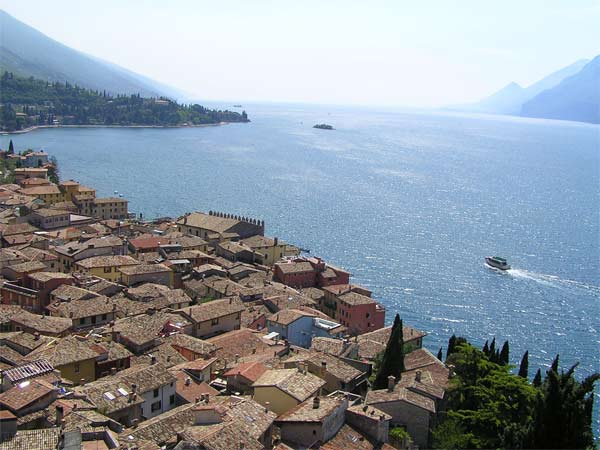
Blick über die Bucht von Malcesine
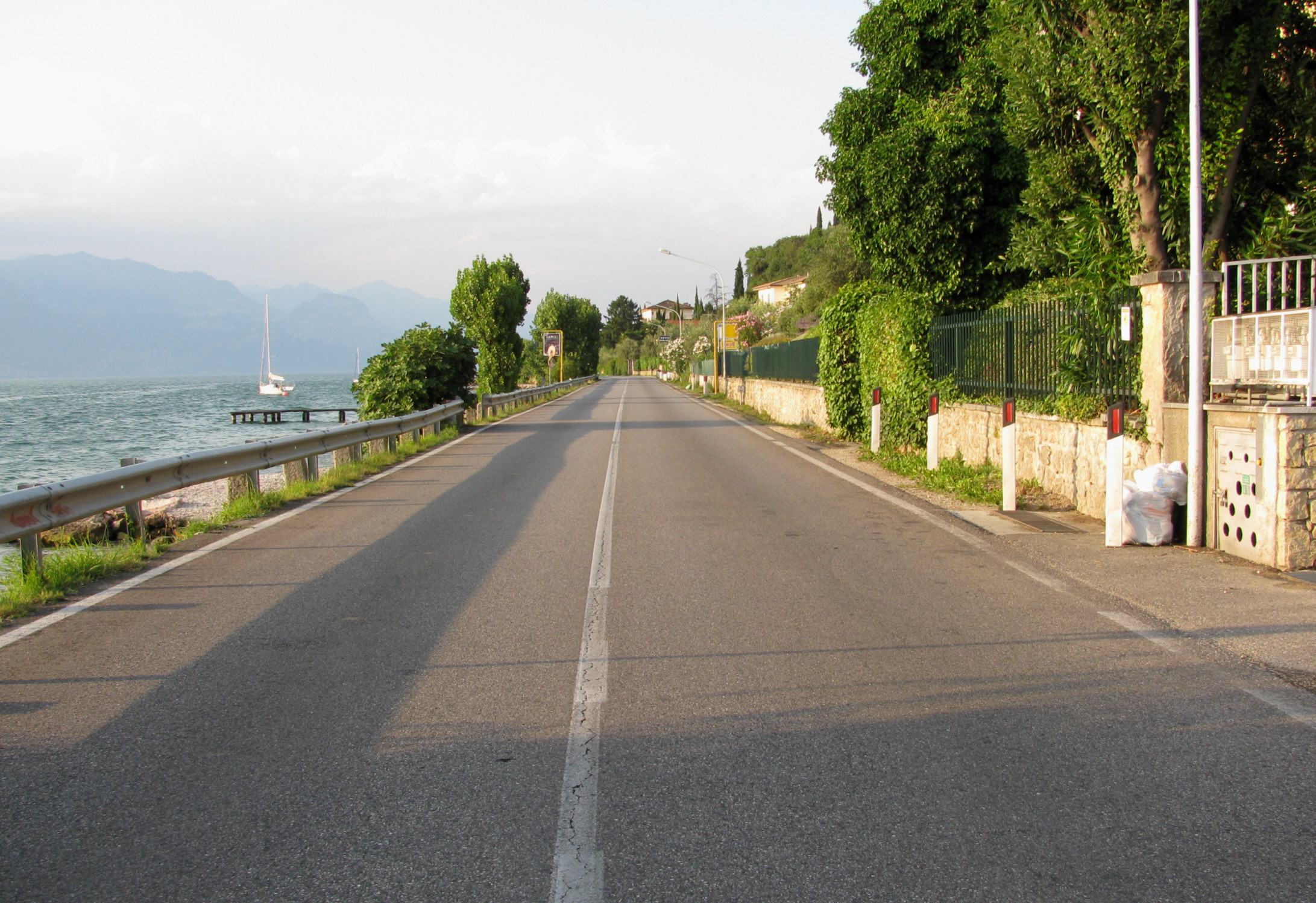
Straßenverlauf entlang des Gardasees
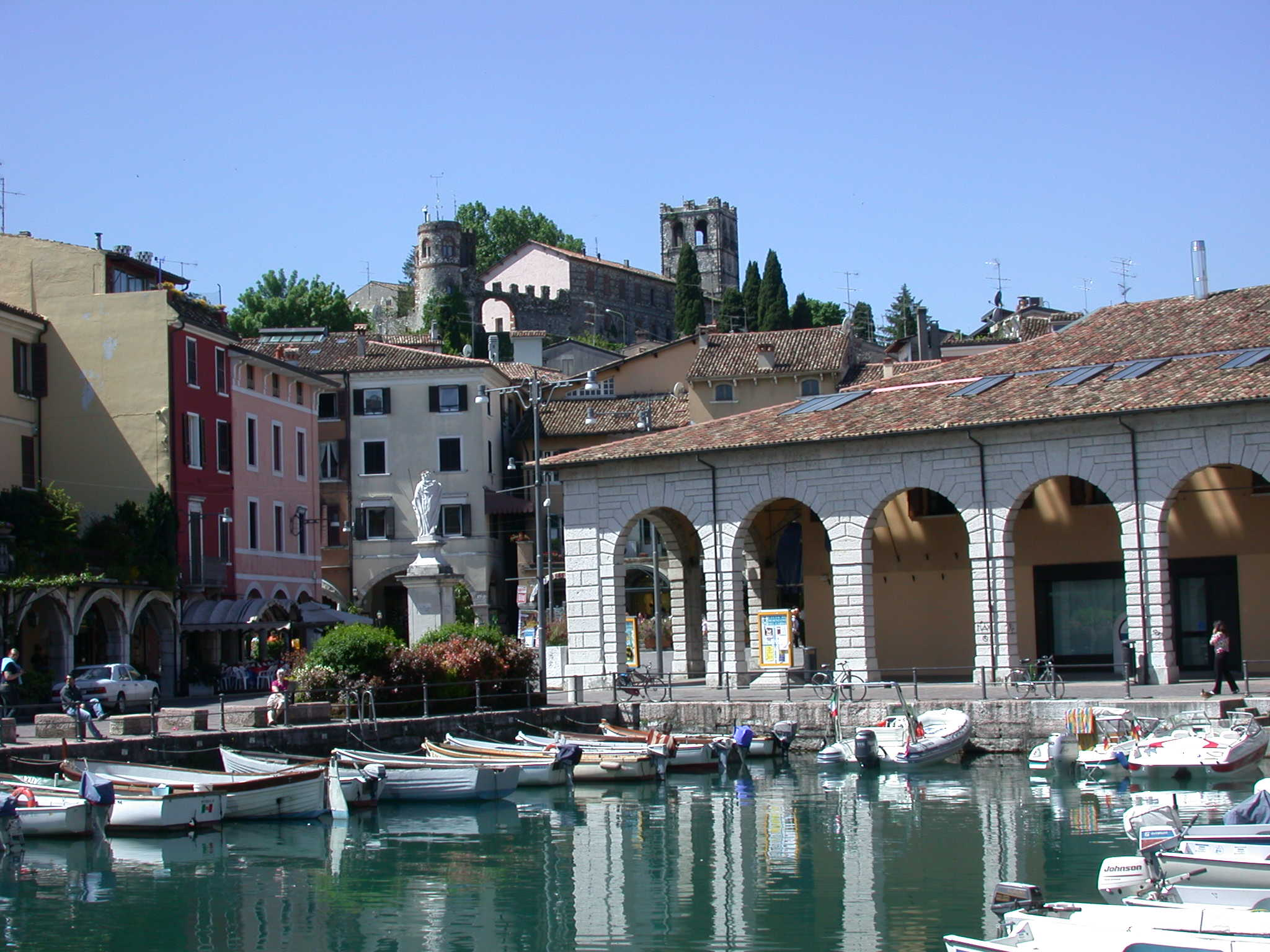
Alter Hafen von Desenzano del Garda
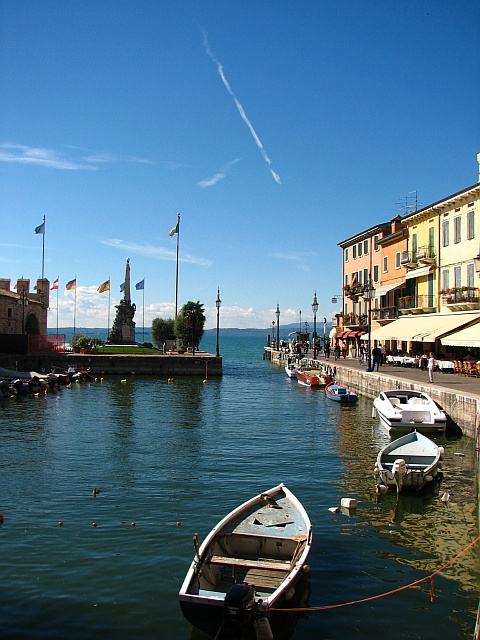
„Porto Vecchio“ („Alter Hafen“) von Lazise
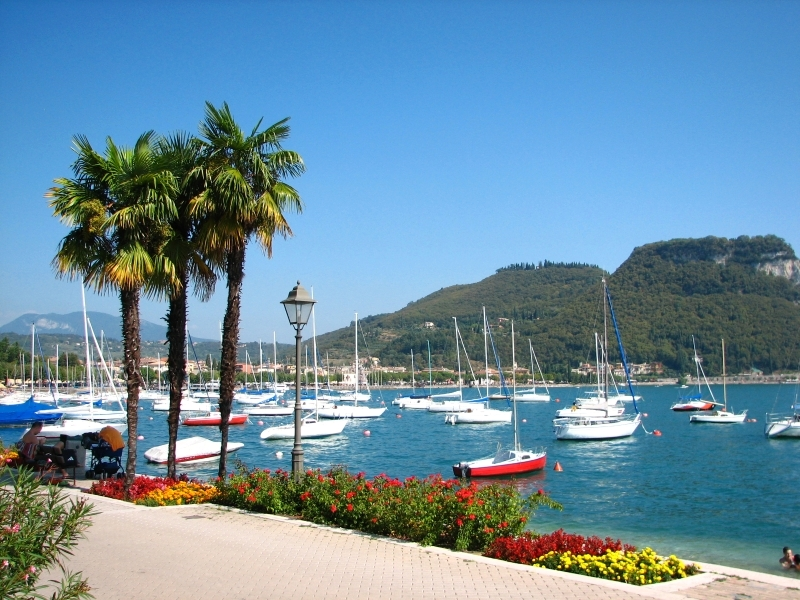
Hafen von Garda
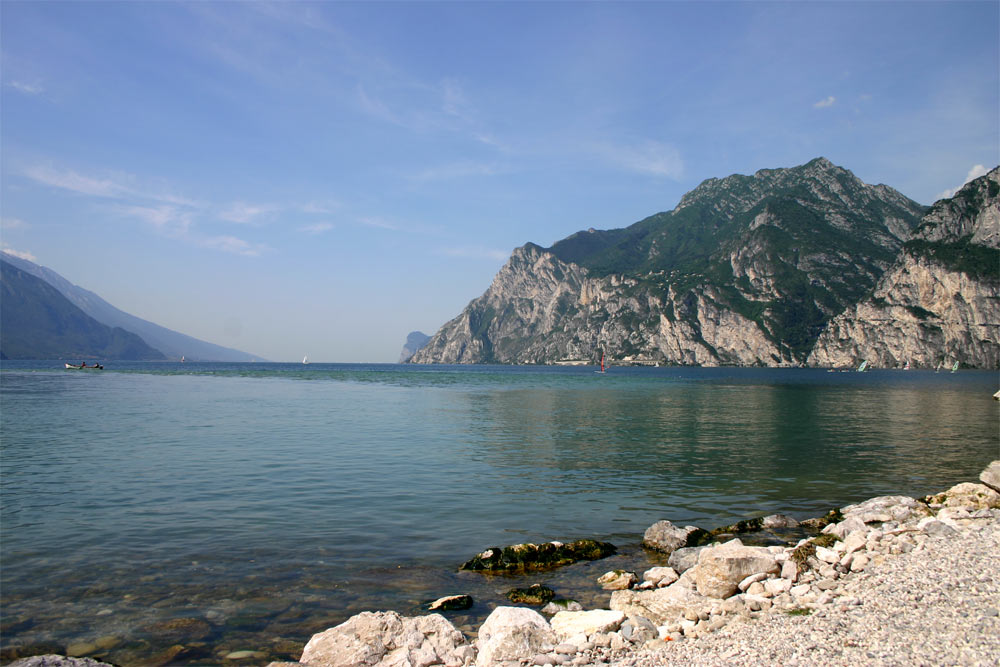
Blick von Torbole
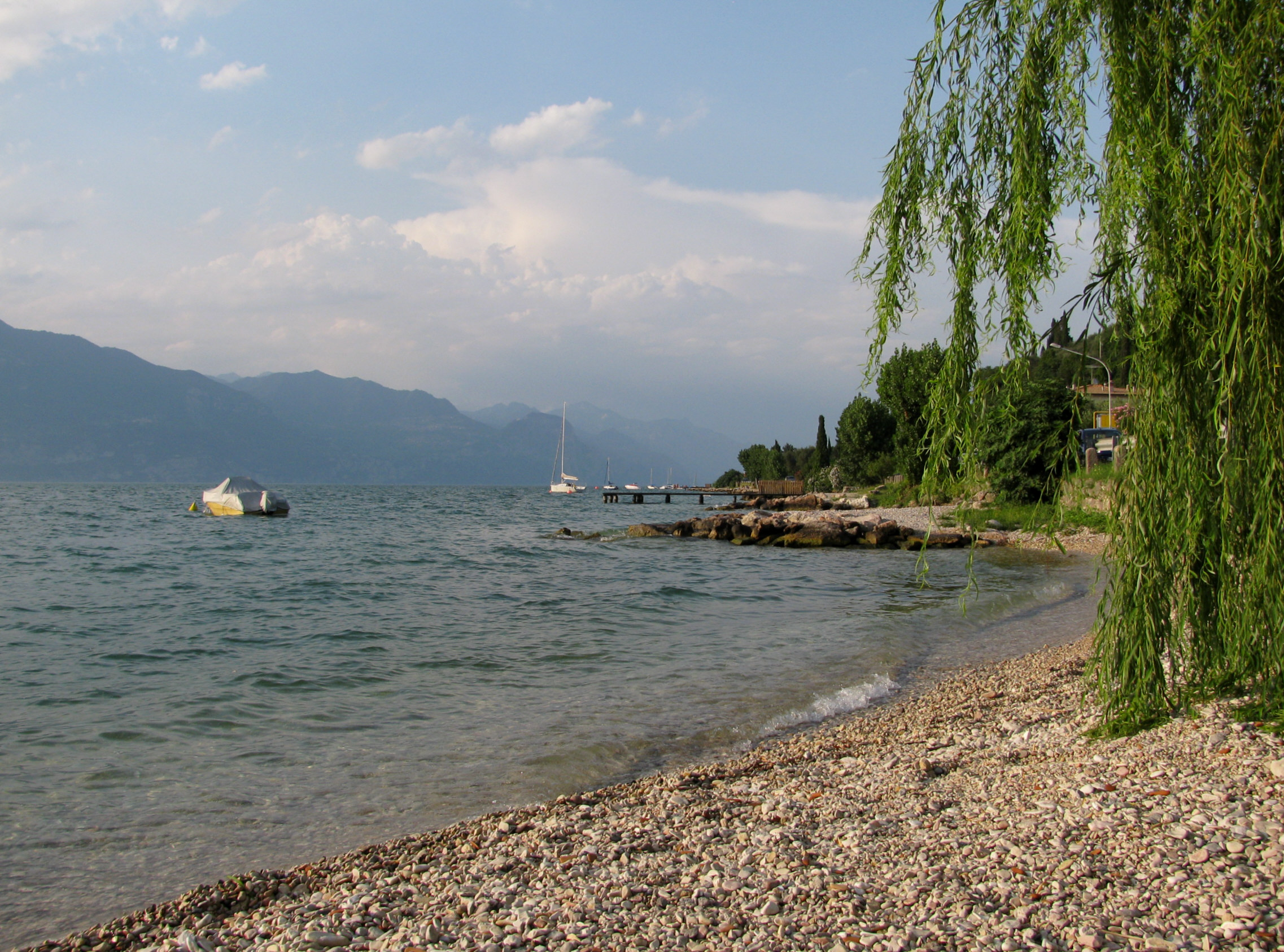
Badeufer
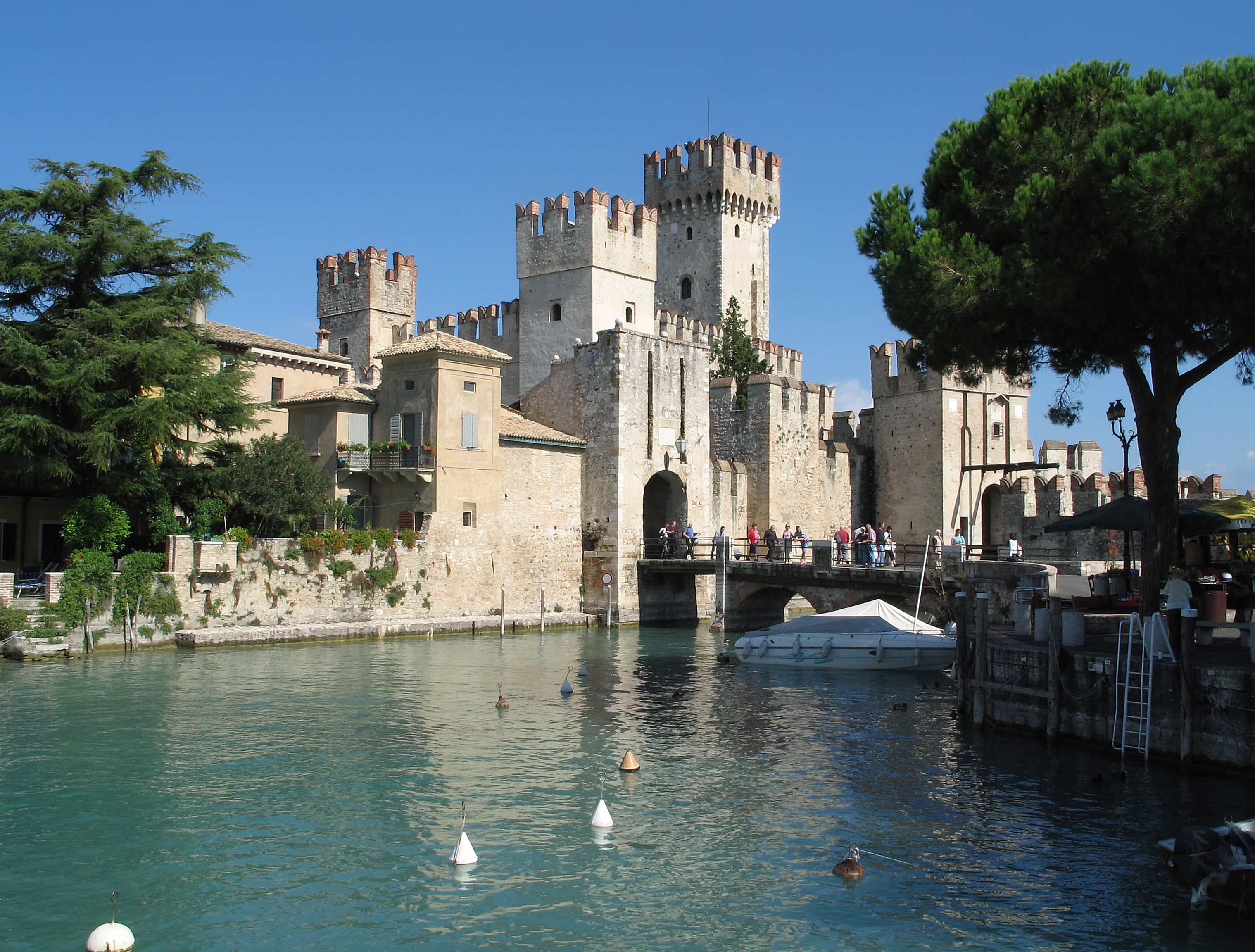
Scaligerburg Sirmione
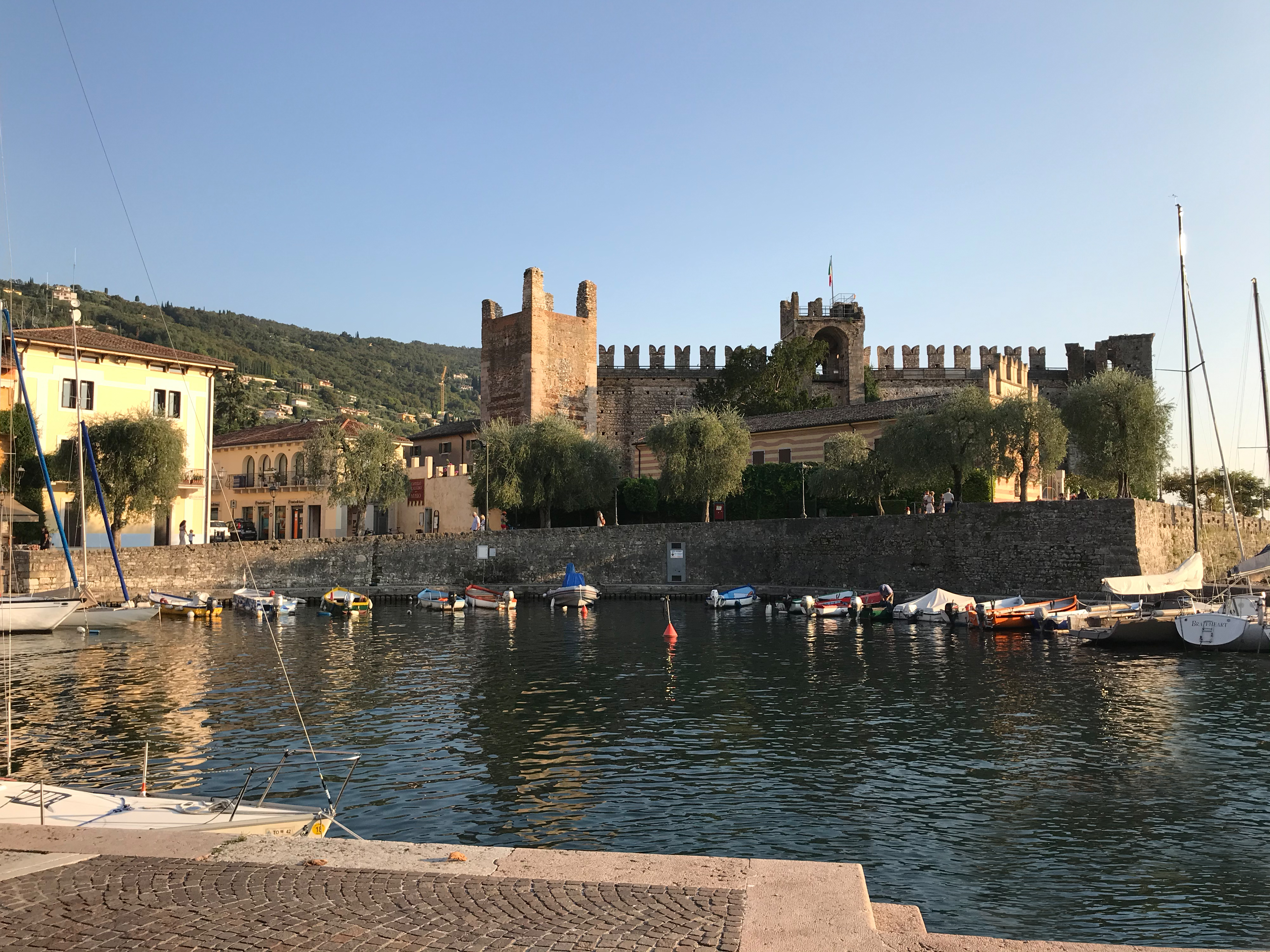
Hafen und „Castello Scaligero“ in Torri del Benaco.

## Film
- Daniela Pulverer: Jenseits der Alpen. Am Gardasee. D, AT, 2020, 45 Min. (ruhiger Dokumentarfilm, vom Nord- zum Südufer)
- Katja Wilde: Gardasee – Südliche Perle der Alpen. D 96 Min Komplett-Media GmbH ISBN 978-3-8312-6506-0.